# Eerste klasse 2012-13 (basketbal België)
Seizoen 2012-2013 was de 66e editie van de Ethias League, de hoogste basketbalklasse in België, telt negen clubs en eindigt met play-offs in mei. Het klassement werd weer op basis van het aantal punten opgemaakt; namelijk twee punten voor winst, één voor een nederlaag, en nul bij een forfait. Omdat door het terugvallen naar acht teams twee wedstrijddagen wegvielen, werden de play-offs uitgebreid. Eerst speelden men de kwartfinales via een best of three daarna de halve finales en de finale  via een best of five. Zes van de acht teams kwalificeerden zich dus voor deze beslissende competitie.
Na de vrijwillige degradatie van Gent Dragons bleven er 8 ploegen over. Telenet BC Oostende behaalde een dertiende titel.

## Teams
De negen teams voor het seizoen 2012-13 waren:
1. Telenet Oostende
2. Stella Artois Leuven Bears
3. Spirou Charleroi
4. Antwerp Giants
5. Belfius Mons-Hainaut
6. Belgacom Liège Basket
7. Okapi Aalstar
8. VOO Verviers-Pepinster

## Eindstand
|  |   |                            | P  | W  | V   | G | Ptn |
|  | - | -------------------------- | -- | -- | --- | - | --- |
|  | 1 | Telenet BC Oostende        | 28 | 20 | 8   | 0 | 48  |
|  | 2 | Belgacom Spirou Charleroi  | 28 | 19 | 9   | 0 | 47  |
|  | 3 | Belfius Mons-Hainaut       | 28 | 18 | 10  | 0 | 46  |
|  | 4 | Okapi Aalstar              | 28 | 17 | 111 | 0 | 45  |
|  | 5 | Port of Antwerp Giants     | 28 | 17 | 11  | 0 | 45  |
|  | 6 | Stella Artois Leuven Bears | 28 | 9  | 19  | 0 | 37  |
|  | 7 | Belgacom BC Liège Basket   | 28 | 8  | 20  | 0 | 36  |
|  | 8 | VOO Verviers-Pepinster     | 28 | 4  | 24  | 0 | 32  |